# Сардуал
Сардуал (порт.  Sardoal; [sɐɾdu'aɫ]) — посёлок городского типа в Португалии, центр одноимённого муниципалитета в составе округа Сантарен. Численность населения — 2,3 тыс. жителей (посёлок), 4,1 тыс. жителей (муниципалитет). Посёлок и муниципалитет входит в экономико-статистический Центральный регион и субрегион Медиу-Тежу. По старому административному делению входил в провинцию Рибатежу.
Покровителем посёлка считается Иаков Зеведеев (порт. São Tiago).
Праздник посёлка — 22 сентября.

## Расположение
Посёлок расположен в 56 км на северо-восток от города Сантарен.
Муниципалитет граничит:
- на севере — муниципалитет Вила-де-Рей
- на востоке — муниципалитет Масан
- на юге — муниципалитет Абрантеш
- на западе — муниципалитет Абрантеш

## Население
| Население муниципалитета Сардуал (1801—2004) | Население муниципалитета Сардуал (1801—2004) | Население муниципалитета Сардуал (1801—2004) | Население муниципалитета Сардуал (1801—2004) | Население муниципалитета Сардуал (1801—2004) | Население муниципалитета Сардуал (1801—2004) | Население муниципалитета Сардуал (1801—2004) | Население муниципалитета Сардуал (1801—2004) | Население муниципалитета Сардуал (1801—2004) |
| -------------------------------------------- | -------------------------------------------- | -------------------------------------------- | -------------------------------------------- | -------------------------------------------- | -------------------------------------------- | -------------------------------------------- | -------------------------------------------- | -------------------------------------------- |
| 1801                                         | 1849                                         | 1900                                         | 1930                                         | 1960                                         | 1981                                         | 1991                                         | 2001                                         | 2004                                         |
| 4213                                         | 4480                                         | 5804                                         | 6863                                         | 6854                                         | 5022                                         | 4430                                         | 4104                                         | 3992                                         |

## История
Посёлок основан в 1532 году.

## Районы
В муниципалитет входят следующие районы:

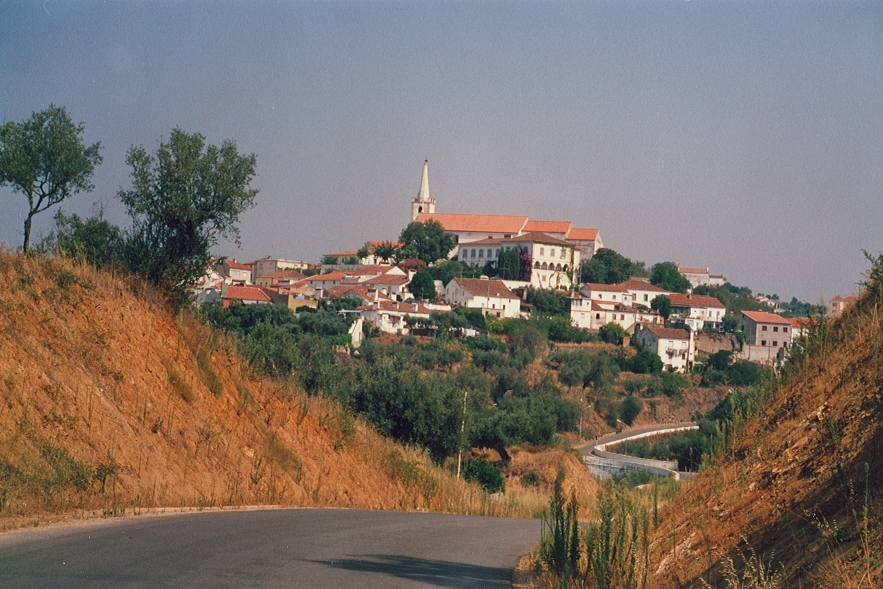

1. Алкаравела
2. Сантьягу-де-Монталегре
3. Сардуал
4. Вальяшкуш